# Markus Kranz
Markus Kranz (Spira, 4 agosto 1969) è un ex calciatore tedesco, di ruolo centrocampista.

## Biografia
Ha militato in varie squadre tedesche, fra cui Kaiserslautern (vincendo una Bundesliga, una Coppa di Germania e una Supercoppa tedesca), Bayer Uerdingen, Dinamo Dresda e Fortuna Colonia.
Ha giocato con la nazionale tedesca Under 21, disputando 10 partite e segnando due reti, una delle quali realizzata nel campionato europeo di categoria del 1992.

## Palmarès

### Club
- Campionato tedesco: 1

Kaiserslautern: 1990-1991
- Coppa di Germania: 1

Kaiserslautern: 1989-1990
- Supercoppa di Germania: 1

Kaiserslautern: 1991